# Nurcan Üçeyler
Nurcan Üçeyler (* 30. August 1976 in Schweinfurt) ist eine deutsche Neurologin und Professorin  an der Universität Würzburg. Ihr Hauptarbeitsgebiet ist die Schmerzforschung.

## Werdegang
Nach dem Abitur am Olympia-Morata-Gymnasium in ihrer Heimatstadt studierte Nurcan Üçeyler ab 1996 an der Julius-Maximilians-Universität Würzburg Humanmedizin. 2002 schloss sie ihr Studium mit Staatsexamen ab und promovierte mit einer Dissertation zu den kolorektalen Karzinomen. Anschließend wurde sie Assistenzärztin und wissenschaftliche Mitarbeiterin an der neurologischen Universitätsklinik in Würzburg bei Klaus Toyka. Vor ihrer Facharztzulassung als Neurologin 2009 war sie zu einem dreimonatigen Forschungsaufenthalt an der Yale University. Ihre Habilitation erreichte sie 2010 mit einer Schrift zur Pathophysiologie von Schmerzen. 2015 wurde sie Oberärztin an der nunmehr von Jens Volkmann geleiteten neurologischen Klinik.
Die Universität Würzburg ernannte Üçeyler 2017 zur außerordentlichen Professorin, und 2018 erhielt sie eine Heisenberg-Professur für Translationale Somatosensorik.
Nurcan Üçeyler ist Master of Health Business Administration (MHBA) und hat die Zusatzbezeichnung Spezielle Schmerztherapie.
Üçeyler ist Prodekanin ihrer Fakultät.

## Forschungsinteressen
Hauptinteressengebiet Üçeylers ist die Schmerzforschung. Dazu gehören die Entwicklung neuer Instrumente für die Diagnostik und ihre Implementierung in der Praxis. Hinsichtlich der Diagnostik der schwer zu untersuchenden Small Fibers, die eine zentrale Rolle in einer Reihe Erkrankungen mit Schmerzsymptomatik spielen, ist die Würzburger Neurologie deutschlandweit führend.
Der Schwerpunkt der Arbeit Üçeylers liegt auf Fibromyalgie und Morbus Fabry. Einen international beachteten Forschungserfolg erbrachten Forschungsarbeiten Üçeylers und ihrer Fachkollegin Claudia Sommer bereits 2013. Die Forscherinnen konnten bei Fibromyalgie-Patienten eine Schädigung der Small Fibers nachweisen. Drei Indikatoren deuteten auf eine Schädigung: Es handelt sich um die sensorische Prüfung der Reizschwelle bei thermischer Reizung, die Ableitung evozierter Potentiale und morphologische Veränderungen. Damit konnten erstmals biologische Indikatoren für die Fibromyalgie identifiziert werden und die begleitenden Schmerzen als neuropathisch erkannt werden Mittlerweile sind die Ergebnisse vielfach repliziert worden.
Als Beispiel für bedeutsame Forschungsergebnisse aus Nurcan Üçeylers Arbeitsgruppe können die Arbeiten von Melissa Held und Lukas Hofmann genannt werden. Held untersuchte den Zusammenhang zwischen Sensibilitätsstörungen und Auftreten von Schmerzen bei Nervenläsionen. Hofmann untersuchte den Mechanismus zwischen den Ablagerungen von Globotriaosylceramid (Gb3), die sich bei Morbus Fabry finden, und den Beschwerden der Patienten. Nach den Ergebnissen bedingen die Ablagerungen verminderte Ionenströme in sensiblen Neuronen und damit einen Verlust der thermischen Empfindlichkeit.

## Mitgliedschaften und Gremientätigkeit
- Deutsche Gesellschaft für Neurologie (DGN)
- Deutsche Gesellschaft für Klinische Neurophysiologie und Funktionelle Bildgebung (DGKN)
- International Association for the Study of Pain (IASP)[1]

Üçeyler war Präsidentin des Schmerzkongresses 2021 der Deutschen Schmerzgesellschaft und der Deutschen Migräne- und Kopfschmerzgesellschaft (DMKG).

## Schriften
PubMed verzeichnet 146 Veröffentlichung unter Beteiligung Nurcan Üçeylers. Als Beispiel:
- Nurcan Üçeyler, Daniel Zeller, Ann-Kathrin Kahn, Susanne Kewenig, Sarah Kittel-Schneider, Annina Schmid, Jordi Casanova-Molla, Karlheinz Reiners, Claudia Sommer: Small fibre pathology in patients with fibromyalgia syndrome. In: Brain. Band 136, Nr. 6, Juni 2013, S. 1857–1867, doi:10.1093/brain/awt053, PMID 23474848 (englisch).

Qualifikationsarbeiten
- Charakterisierung genomischer Polymorphismen und somatischer Mutationen, sowie der Expression der gastrointestinalen Glutathionperoxidase im Rahmen der kolorektalen Karzinogenese. Universität Würzburg, 2003, DNB 967999553 (Dissertation).
- Pathophysiologie von neuropathischen und muskuloskelettalen Schmerzen. Universität Würzburg, 2010, DNB 1008297593 (Habilitationsschrift).

## Ehrungen
- Für ihre Forschungen auf dem Gebiet der Fibromyalgie erhielt Üçeyler 2014 den mit 10 000 Euro dotierten Sertürner-Preis der Sertürner-Gesellschaft.[7]